# Star Wars: The Clone Wars – Lightsaber Duels
Star Wars: The Clone Wars - Lightsaber Duels é um jogo de video game baseado na série animada de 2008, Star Wars: The Clone Wars, exclusivo para o console Wii. O jogo foi lançado em 11 de novembro de 2008. O jogo utiliza o Wii Remote e o Nunchuk para simular duelos com o sabre de luz. Os jogadores podem balançar o Wii Remote como se estivessem segurando um sabre de luz.

## Personagens Jogáveis
- Anakin Skywalker
- Obi-Wan Kenobi
- Ahsoka Tano
- Mace Windu
- Count Dooku
- Asajj Ventress
- General Grievous
- Kit Fisto
- Plo Koon
- EG-05